# 2003
SuB
- 15 فبراير - مظاهرات الخامس عشر من فبراير عام 2003 المضادة للحرب على العراق.
- بداية حرب العراق في 20 مارس 2003 والتي انتهت في 15 ديسمبر 2011.
- نهاية حرب الكونغو الثانية في 30 يونيو 2003 والتي بدأت في 2 أغسطس 1998.
- 20 مارس - بداية الغزو الأمريكي للعراق

- 9 أبريل نيسان - احتلال العراق.
- 22 مايو أيار - إلغاء حصار العراق.
- 20 يونيو - تأسيس ويكيميديا.

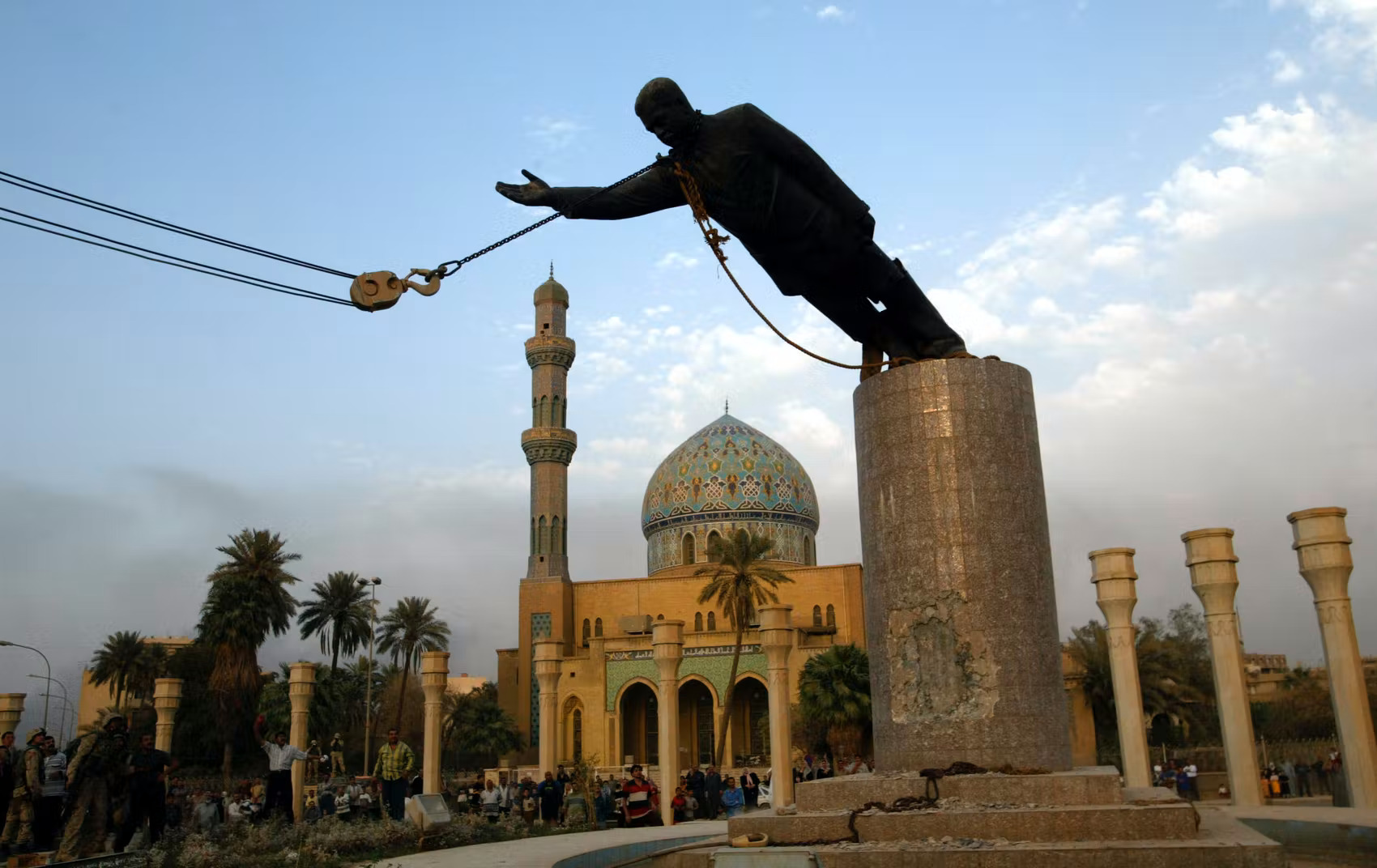
سقوط تمثال صدام حسين في بغداد بعد استيلاء القوات الأمريكية عليها في إبريل 2003

- 9 يوليو - إطلاق النسخة العربية من ويكيبيديا.
- 15 يوليو - تكوين مؤسسة موزيلا كمنظمة غير ربحية لمتابعة تطوير موزيلا.
- 5 أغسطس - تعيين تميم بن حمد بن خليفة آل ثاني ولي عهد قطر بعد تنازل أخيه جاسم بن حمد آل ثاني عن ولاية العهد.
- 18 سبتمبر - وصول إعصار إيزابيل إلى أوتر بانكس في كارولينا الشمالية الذي يعد أكبر عاصفة في 2003 من حيث الأضرار الناجمة عنه وعدد الضحايا.
- 14 نوفمبر - اكتشاف سدنا والذي كان وقت اكتشافه أبعد جرم مرصود عن الشمس على الإطلاق.
- 1 ديسمبر - رئيس دولة الإمارات العربية المتحدة الشيخ زايد بن سلطان آل نهيان يصدر مرسوماً أميرياً يقضي بتعيين إبنه الشيخ محمد بن زايد آل نهيان نائباً لولي عهد أبوظبي.
- 23 ديسمبر - زلزال مدمر يضرب مدينة بم الإيرانية ويخلف عددًا كبيرًا من القتلى.

## مواليد
- 2 فبراير:  كيشا ليفرونكا، مغنية وممثلة إندونيسية.
- 8 مايو:  الحسن بن محمد، ولي عهد المغرب.
- 3 سبتمبر:  جاك ديلان غرازر، ممثل أمريكي.
- 20 سبتمبر:  طوماس ماثيو كروكس، شاب أمريكي حاول اغتيال الرئيس الأمريكي دونالد ترامب.
- 7 ديسمبر:  كاتارينا أماليا، ولية عهد هولندا.

## وفيات
- أحمد مدكور ، ممثل مصرى.
- أحمد عبد الوهاب، مؤلف وكاتب سيناريو مصري
- نقولا قربان، شاعر لبناني.
- عيسى صقر ، نحات ورسام كويتي.

### فبراير
- 10 فبراير - كيرت هينينج، مصارع أمريكي
- 12 فبراير – كيمونز ويلسون، رجل أعمال أمريكي

### مارس
- 16 مارس – ريتشيل كوري، ناشطة أمريكية

### أبريل
- 12 أبريل – ماجد بن عبد العزيز آل سعود، أمير منطقة مكة المكرمة سابقاً.
- 18 أبريل -  هيا بنت سعد بن عبدالمحسن السديري، إحدى زوجات الملك عبد العزيز آل سعود.

### مايو
- 4 مايو - فهد بن سعيد، فنان شعبي سعودي.
- 12 مايو - محمد عبد العزيز حصان، قارئ مصري.

### يونيو
- 12 يونيو - غريغوري بيك، ممثل أمريكي.
- 23 يونيو - محمد أحمد المشاري ، شاعر ودبلوماسي كويتي.
- 28 يونيو - محمد الباجي، مغني الشعبي الجزائري.
- 29 يونيو - كاثرين هيبورن، ممثلة أمريكية.

### يوليو
- 4 يوليو - نزار حمدون، سياسي عراقي.
- 13 يوليو – أحمد الوائلي، خطيب وعالم دين شيعي وشاعر عراقي.
- 22 يوليو - عدي صدام حسين، الإبن الأكبر لـ صدام حسين.
- 22 يوليو - قصي صدام حسين، أحد أبناء صدام حسين.

### أغسطس
- 29 أغسطس - محمد باقر الحكيم، المرجع الديني الشيعي العراقي ومؤسس المجلس الأعلى للثورة الإسلامية في العراق.

### أكتوبر
- 5 أكتوبر - بكر الشدي، ممثل سعودي
- 14 أكتوبر - مختار ولد داداه أول رئيس ل موريتانيا.
- 19 أكتوبر – علي عزت بيغوفيتش، أول رئيس للبوسنة والهرسك.

### نوفمبر
- 24 نوفمبر - لؤي الأتاسي, الرئيس الخامس عشر للجمهورية العربية السورية
- 26 نوفمبر – عبد الرسول الإحقاقي،

رجل دين كويتي.
```
27 نوفمبر
 ـ 
أبو الوليد الغامدي
، مجاهد سعودي.
```

- 28 نوفمبر – ذكرى، فنانة تونسية.
- 28 نوفمبر ـ طلال الرشيد، شاعر سعودي.

### ديسمبر
- 26 ديسمبر – يوشيو شيراي، ملاكم ياباني.
- 29 ديسمبر – خايمي دي بينييس، دبلوماسي إسباني.

## جوائز عالمية

### جائزة نوبل
- في الفيزياء – الروسيان أليكسيي أليكسييفتش أبريكوسوف وفيتالي غينزبورغ والأمريكي أنطوني ليجت.
- في الكيمياء – الأمريكيان بيتر أغري ورودريك ماكينون.
- في الطب – الأمريكي بول لاوتربر والبريطاني بيتر مانسفيلد.
- في الأدب – جنوب أفريقي جون ماكسويل كويتزي.
- في السلام – الإيرانية شيرين عبادي.
- في الاقتصاد – الأمريكي روبرت آنجل والبريطاني كليف غرانجر.

### جائزة الملك فيصل العالمية
- في خدمة الإسلام – مؤسسة سلطان بن عبد العزيز آل سعود الخيرية.
- في الدراسات الإسلامية – مناصفة بين السوداني عز الدين عمر موسى والمغربي إبراهيم أبو بكر حركات.
- في اللغة العربية والأدب – لم تمنح.
- في الطب – مناصفة بين الإيطالي أومبيرتو فيرونيسي والألماني آكسل أولرخ.
- في العلوم – مناصفة بين الأمريكي فريدريك هوثورن والياباني كوجي ناكانيشي.